# هومپتروپ
هومپتروپ (به آلمانی: Humptrup) یک شهر در آلمان است که در نوردفرایسلند واقع شده‌است. هومپتروپ ۷۹۰ نفر جمعیت دارد.